# Diario de Villanueva y Geltrú
El Diario de Villanueva y Geltrú fue un periódico español editado en Villanueva y Geltrú entre 1850 y 1936.

## Historia
Fundado por José Pers y Ricart, su primer número apareció el 1 de agosto de 1850.
Diario de carácter liberal y línea editorial independiente, tuvo un arraigo eminentemente comarcal. A pesar de ser una publicación modesta, se convirtió en uno de los periódicos más veteranos de Cataluña. A partir de 1920 pasó a editarse de forma semanal, al tiempo que empezaba a introducir artículos en catalán. Continuó editándose hasta el estallido de la Guerra civil.
Su último número es del 18 de julio de 1936. Tras el inicio de la contienda las instalaciones fueron confiscadas por la CNT-FAI, que pasaron a editar allí El Butlletí del Comitè de Defensa Local y el periódico anarquista Vida Nueva.